# Michele Ivaldi
Michele Ivaldi (Genova, 11 marzo 1970) è un velista italiano.
Fa parte del circolo velico Club Canottieri Roggero di Lauria di Palermo.

## Biografia
Ivaldi era soprannominato "l'uomo ragno" perché nelle giornate con scarso vento si arrampicava sui 32 metri e passa di albero per cercare i refoli di vento a bordo dell'imbarcazione Luna Rossa, della quale era lo stratega, durante la Louis Vuitton Cup del 2000.
Va in barca da quando era bambino e la sua carriera velica è inizia con gli Optimist, partecipando a un campionato mondiale (1983) e a un europeo (1984). Poi passa alla classe 420 vincendo il titolo italiano nel 1986 (juniores) e nel 1987; è secondo all'europeo del 1986 e terzo nel 1987 (juniores); in quell'anno è terzo anche al mondiale IYRU. Michele cresce e il 420 si fa un po' stretto: nel 1988 passa alla classe 470, vincendo il titolo italiano juniores e piazzandosi secondo al campionato italiano assoluto. 
Dal 1989 colleziona numerose vittorie in tutte le principali regate di selezione olimpica in 470: ottiene quattro titoli italiani, un titolo europeo, un mondiale juniores e due argenti ai mondiali. Nel 1992 fa parte come riserva della squadra italiana di 470 per i Giochi olimpici di Barcellona e nel 1996 partecipa ai Giochi olimpici di Atlanta. Riceve quattro medaglie d'argento e quattro bronzi al valore atletico.
Partecipa a numerosi appuntamenti internazionali di match race, è primo all'italiano Half Ton 1991, all'italiano IMS e al Giro d'Italia a Vela nel 1993, terzo al mondiale ILC 30 nel 1996. 
I suoi hobby sono il golf e il windsurf.